# Carex maritima
Carex maritima (syn. Carex incurva, Carex juncifolia) je druh jednoděložné rostliny z čeledi šáchorovité (Cyperaceae), rodu ostřice (Carex).

## Popis
Jedná se o rostlinu dosahující výšky nejčastěji 5–25 (v Severní Americe zřídka až 44) cm.
Je vytrvalá, výběžkatá, netrsnatá, s oddenky. Lodyhy jsou tupě trojhranné, hladké, asi stejně dlouhé jako listy. Čepele listu jsou asi 0,5–2 mm široké, zavinuté., Carex maritima patří mezi stejnoklasé ostřice, všechny klásky vypadají víceméně stejně a většinou obsahují samčí i samičí květy. Klásků je nejčastěji 3–7, jsou ale zdánlivě nerozlišitelné a splývají do jednolitého hlávkovitého květenství, nejčastěji 5–16 mm dlouhého. Okvětí chybí. V samčích květech jsou zpravidla 3 tyčinky. Blizny jsou většinou 3. Plodem je mošnička, která je cca 3,2–5,1 mm dlouhá, úzce vejčitá až široce vejčitě kopinatá, dole žlutohnědá, nahoře tmavěji hnědá, na vrcholu zakončená zobánkem, který má drsný až hladký okraj, je uťatý a nezřetelně podélně žilnatý. Každá mošnička je podepřená plevou, která je světle až tmavě hnědá se světlým okrajem, kratší než mošnička.

## Rozšíření
Carex maritima je severský a horský druh, vyskytuje se v severní Evropě, např. ve Skotsku, na Faerských ostrovech a ve Skandinávii, dále na severní Sibiři, v horách jižní Sibiře, horách střední Asie, izolovaně pak Alpy a Kavkaz, dále roste v Grónsku, na Islandu, Špicberkách, v Severní Americe (hlavně Kanada a Aljaška). Další část areálu leží v chladné Jižní Americe, jako Patagonie a Ohňová země.